# 민주당 (2008년 대한민국)
민주당(民主黨, Democratic Party)은 대한민국의 민주당계 정당이었다. 2008년 2월 17일 대통합민주신당이 당명을 통합민주당이라는 당명으로 변경했고, 2년 후 2010년 10월 3일 강령을 개정하면서 "민주·자유·복지·평화·환경을 당의 기본가치로 삼아 중산층과 서민의 권익을 적극 대변하는 진정한 '중산층·서민'의 정당"임을 선언하고, "보편적 복지를 통해 갈수록 심화되는 경제사회적 양극화 문제를 적극적으로 해결"하겠다고 밝혔다. 최근에는 '무상급식·무상의료·무상보육+대학 반값 등록금'을 내용으로 하는 무상복지 3+1 정책을 발표했다.
2011년 12월 16일 민주당은 통합 수임기관 합동회의에서 당명을 민주통합당으로 최종 확정하며 통합 의결을 마치고, 2011년 12월 23일 중앙선거관리위원회에 최종 등록되었다.

## 역사

### 민주당 창당 이전의 흐름
- 1995년 9월 5일 : 정계복귀한 김대중 아태평화재단 이사장의 주도로 민주당 내의 상당수 인사들이 탈당하여 새정치국민회의 창당
- 1997년 11월 21일 : 3당합당과 새정치국민회의에 반대한 김원기, 노무현 등 통합민주당원들이 입당. (통합민주당은 신한국당과 합당)
- 1997년 12월 18일 : 김대중 후보, 제15대 대통령에 당선. 자민련의 김종필과의 단일화로 공동집권당이 되어, 최초로 집권 여당이 됨.
- 2000년 1월 20일 : 기존의 여당이었던 새정치국민회의를 확대 개편해 새천년민주당으로 창당
- 2002년 12월 19일 : 노무현 후보, 제16대 대통령에 당선
- 2003년 9월 29일 : 노무현 대통령, 새천년민주당 탈당 (새천년민주당이 야당이 됨)
- 2003년 : 새천년민주당내 개혁파 성향의 당원들이 탈당. (열린우리당으로 이동)
- 2004년 : 새천년민주당이 한나라당, 자유민주연합과 함께 노무현 대통령 탄핵을 주도하였다가, 국민의 지지를 잃어 17대 국회의원선거에서 총 9명의 의원만이 당선되어, 원내교섭단체에서 제외되었다.
- 2005년 5월 6일 : 새천년민주당은 민주당으로 당명을 변경하였다.
- 2007년 2월 12일 : 열린우리당 탈당파 24명이 중도개혁통합신당추진모임이라는 이름으로 대한민국 국회에 교섭단체에 대한 등록을 하였다.
- 2007년 4월 30일 : 국민중심당의 공동대표였던 신국환의원이 국민중심당을 탈당하고 '중도개혁통합 신당추진 모임'에 합류했다.
- 2007년 5월 17일 : 이인제 의원이 국민중심당을 탈당하고, 민주당에 복당했다.
- 2007년 6월 27일 : 새천년민주당과 중도개혁통합신당이 합당하여 소속의원 34명의 중도통합민주당이 창당되었다.
- 2007년 8월 5일 : 열린우리당 탈당파 주도로 중도통합민주당, 한나라당 선진평화연대와 통합하여 대통합민주신당 창당
- 2007년 8월 13일 : 당명과 로고를 민주당으로 원상복구하였다.
- 2007년 8월 20일 : 대통합민주신당, 열린우리당을 흡수 (열린우리당은 대규모 탈당사태로 군소정당으로 전락, 이후 신당에 흡수됨)
- 2007년 12월 19일 : 정동영 대통령 후보가 제17대 대통령선거에서 낙선.

### 창당 이후
- 2008년 2월 11일 : 대통합민주신당과 민주당 통합 선언, 2월 18일 통합민주당 출범.
- 2008년 7월 6일 : 전당대회(제1차 정기 전국대의원대회)를 통해 민주당으로 당명 변경. 정세균을 당 대표로 선출.
- 2010년 10월 3일 전당대회(제2차 정기 전국대의원대회) 개최. 통합민주당의 전 대표인 손학규를 당 대표로 선출.
- 2011년 12월 11일: 전당대회(제3차 임시 전국대의원대회) 개최. 시민통합당, 한국노총과 통합 의결.
- 2011년 12월 16일: 시민통합당, 한국노총과 합당. 민주통합당 창당.

### 역대 로고

통합민주당 시절에 사용된 로고
민주당 시절에 사용된 로고

## 주요 활동
- 2008년 2월, 통일부와 여성부 존치를 관철시켰다.
- 17대 국회 막바지에 이명박 정부의 한미 쇠고기 수입 협상에 대한 비판의 일환으로 정운천 장관의 해임안을 상정하였다.
- 2009년 7월 22일, 민주당과 한나라당이 미디어법 처리를 두고 논쟁을 벌이고 있던 중, 100명 가량의 한나라당 의원들이 본회의장의 의장석을 점거함으로써 항의를 하는 동시에 이강래 민주당 원내대표와 단식 농성을 하고 있던 정세균 민주당 대표가 의원직 사퇴를 선언하였다.[2] 그 이후 미디어법 처리 절차의 무효와 반대를 알리는 전국적인 선전홍보활동에 나서고 있다.
- 2010년 6월 2일 지방선거 주요 공약으로 무상급식을 내세웠다. 민주당이 다수를 차지한 서울시의회에서는 무상급식 조례안이 통과되었다. 경기도의회에서는 초·중학교와 특수학교 학생에 대해 무상급식을 실시하는 것을 주요 내용으로 한 무상 학교급식 지원조례안을 마련했다.
- 2010년 10월 31일 민주당은 4대강 사업 반대 운동을 선언하였다. 4대강 사업이 진행되고 있는 민주당 소속 자치단체도 입장을 속속 밝히고 있다.[3]
- 민주당 손학규 대표는 2010년 12월 8일부터 12월 28일까지 전국을 돌며 이명박 독재 심판을 위한 민주대장정을 전개했으며, 2011년 1월 3일부터 다시 전국을 돌며 시민들의 건의와 주장을 경청하고 민주당의 보편적 복지 노선을 설명하고 토론하는 희망대장정을 전개하고 있다.

## 주요 선거 기록

### 국회의원 선거
|  | 26.94% |

|  | 25.17% |

|  | 27.09% |

### 지방선거
|  | 43.75% |

|  | 40.35% |

|  | 47.51% |

|  | 35.49% |

## 역대 지도부
| 대수   | 역대 대표 | 직함             | 임기                               | 비고                           |
| ------ | --------- | ---------------- | ---------------------------------- | ------------------------------ |
| 1      | 손학규    | 공동대표최고위원 | 2008년 2월 17일 ~ 2008년 7월 6일   | 대통합민주신당 대표            |
| 1      | 박상천    | 공동대표최고위원 | 2008년 2월 17일 ~ 2008년 7월 6일   | 민주당 대표                    |
| 2      | 정세균    | 대표최고위원     | 2008년 7월 7일 ~ 2010년 8월 2일    | 7.28 재보선 패배로 사퇴        |
| (임시) | 박지원    | 비상대책위원장   | 2010년 8월 3일 ~ 2010년 10월 2일   | 7.28 재보선 패배로 비대위 구성 |
| 3      | 손학규    | 대표최고위원     | 2010년 10월 3일 ~ 2011년 12월 22일 | 민주통합당으로 신설합당        |

- 원내대표:
  - 김효석(2008년 2월 17일~2008년 5월 29일)
  - 원혜영(2008년 5월 30일~2009년 5월 29일)
  - 이강래(2009년 5월 30일~2010년 5월 29일)
  - 박지원(2010년 5월 30일~2011년 5월 29일)
  - 김진표(2011년 5월 29일~2011년 12월 22일)

## 역대 전당대회

### 대통합민주신당-민주당 통합수임기구 합동회의
2008년 2월 17일, 신당-민주당 수임기구 합동회의는 양당의 합당을 통한 통합민주당 창당을 선언하고, 신당 손학규 대표와 민주당 박상천 대표를 전당대회까지 공동대표로 선출했다.

### 통합민주당 제1차 정기 전당대회
| 득표순위 | 이름     | 득표수   | 득표율 | 비고 |
| -------- | -------- | -------- | ------ | ---- |
| 1        | 정세균   | 5,495    | 57.4%  | 대표 |
| 2        | 추미애   | 2,528    | 26.5%  |      |
| 3        | 정대철   | 1,517    | 15.9%  |      |
| 총투표수 | 총투표수 | 총투표수 | 9,540  |      |

2008년 7월 6일, 민주당 전당대회는 당명을 통합민주당에서 민주당으로 개정한 뒤, 대의원 투표를 통해 정세균 전 열린우리당 의장을 대표로 선출했다.

### 민주당 제2차 정기 전당대회
| 순위 | 기호 | 이름   | 당원 여론조사(30%) | 대의원(70%) | 합산   | 비고             |
| 순위 | 기호 | 이름   | 득표율             | 득표율      | 득표율 | 비고             |
| ---- | ---- | ------ | ------------------ | ----------- | ------ | ---------------- |
| 1    | 8    | 손학규 | 9,643              | 3,827       | 13,470 | 대표최고위원     |
| 1    | 8    | 손학규 | 54.5               | 37.7        | 42.7   | 대표최고위원     |
| 2    | 1    | 정동영 | 9,442              | 3,289       | 12,731 | 최고위원         |
| 2    | 1    | 정동영 | 53.3               | 32.4        | 38.7   | 최고위원         |
| 3    | 2    | 정세균 | 6,468              | 3,749       | 10,217 | 최고위원         |
| 3    | 2    | 정세균 | 36.5               | 37          | 36.9   | 최고위원         |
| 4    | 7    | 이인영 | 1,609              | 2,963       | 4,572  | 최고위원         |
| 4    | 7    | 이인영 | 9.1                | 29.2        | 23.2   | 최고위원         |
| 5    | 6    | 천정배 | 3,873              | 1,962       | 5,835  | 최고위원         |
| 5    | 6    | 천정배 | 21.9               | 19.3        | 20.1   | 최고위원         |
| 6    | 4    | 박주선 | 2,152              | 2,303       | 4,455  | 최고위원         |
| 6    | 4    | 박주선 | 12.2               | 22.7        | 19.6   | 최고위원         |
| 7    | 3    | 최재성 | 1,415              | 1,761       | 3,176  |                  |
| 7    | 3    | 최재성 | 8                  | 17.4        | 14.6   |                  |
| 8    | 9    | 조배숙 | 802                | 436         | 1,238  | 여성 몫 최고위원 |
| 8    | 9    | 조배숙 | 4.5                | 4.3         | 4.5    | 여성 몫 최고위원 |
| 합계 | 합계 | 합계   |                    |             |        | -                |

2010년 10월 3일, 민주당 전당대회는 1인 2표제로 사전 당원 여론조사 30%, 대의원 투표 70%로 최고위원 선거를 실시한 결과, 손학규 전 대표를 대표로 정동영 전 열린우리당 의장, 정세균 전 대표, 이인영 의원, 천정배 전 법무장관, 박주선 의원, 조배숙 의원 등을 최고위원으로 선출하였다.

### 민주당 제3차 임시 전당대회
2011년 12월 11일, 민주당 전당대회는 시민통합당, 한국노동조합총연맹과의 통합을 의결했다.

## 비판과 평가
- 무상복지 정책에 대한 비판 :

민주당이 ‘민주당 무상복지 정책’ 을 잇따라 내놓는 것이 포퓰리즘이라는 지적이 있다. 민주당은 복지정책 이슈 선점을 위해 이른바 ‘3+1’ 정책 (무상급식. 무상의료. 무상보육+ 반값 대학등록금)을 제시하고 있다. 민주당의 무상급식 조례안 통과와 관련하여 공학연은 11.20 "당선만을 위해 내세운 무상급식 공약은 무책임한 포퓰리즘으로 사회의 심판을 받아 마땅하다"고 강조했다. 이에 비판론도 적지 않다. 그러나 민주당측은 "100% 추진하자는 게 아니라 현실에 맞게 얼마든지 변형·조절할 수 있다"며 유연성을 강조했다
- 참여 정부에 대한 입장 변화 : 노무현 정부 시절에는 호남 지역의 민심을 염두에 두고 노무현에 대한 거리두기와 함께 참여정부의 정책을 비판하면서 노무현 대통령 탄핵과 2007년 대통령 선거를 앞두고 열린우리당 해체를 필두로 한 대통합을 주도하고 차별화 공약을 내놓은 것과 달리, 노무현 전 대통령 사망 이후에는 노무현 추모 정국을 이용하는 모순된 모습을 보여주고 있다는 비판이 존재한다.[8]

- 여당 발목잡기, 농성: 민주당은 2008년 총선 이후로 과반석을 잡은 한나라당을 막기 위해 국회에서 무단 점거 농성을 벌이거나, 발목잡기식 법안 처리 지연으로 국회 파행을 유도하였다는 비판이 존재한다. 이러한 대립으로 인해 국회에서는 물리적 충돌이 빚어지기도 하며, 국회의장은 질서유지권을 발동하며 민주당에 대응하기도 했다.[9] 법안의 처리를 막기위해 의사당 정문을 봉쇄하고 출입하는 의원들의 입장을 검열하여 입장이 다른 의원들의 본회의장 입장을 폭력을 동원하여 저지하는 행동을 하여 비판을 받았다.[10] 한나라당은 ‘민주당이 법안 상정조차 못하게 가로막고, 민주주의 기본인 다수결 원칙을 물리력으로 저지했다’고 비난했다.[11] 자유선진당은 이회창 대표의 본회의장 출입을 막은 민주당 소속 당직자 6명을 공무집행 방해 혐의로 검찰에 고발했다.[12]

- 기타 : 민주당의 공천을 불복하여 탈당하고 고향인 전주에서 무소속으로 출마해 당선된 정동영, 신건의 복당 승인에 대한 비판이 있다. 이를 두고 민주당 내에서도 갈등이 일어났다[13]